# Henry Robinson Palmer

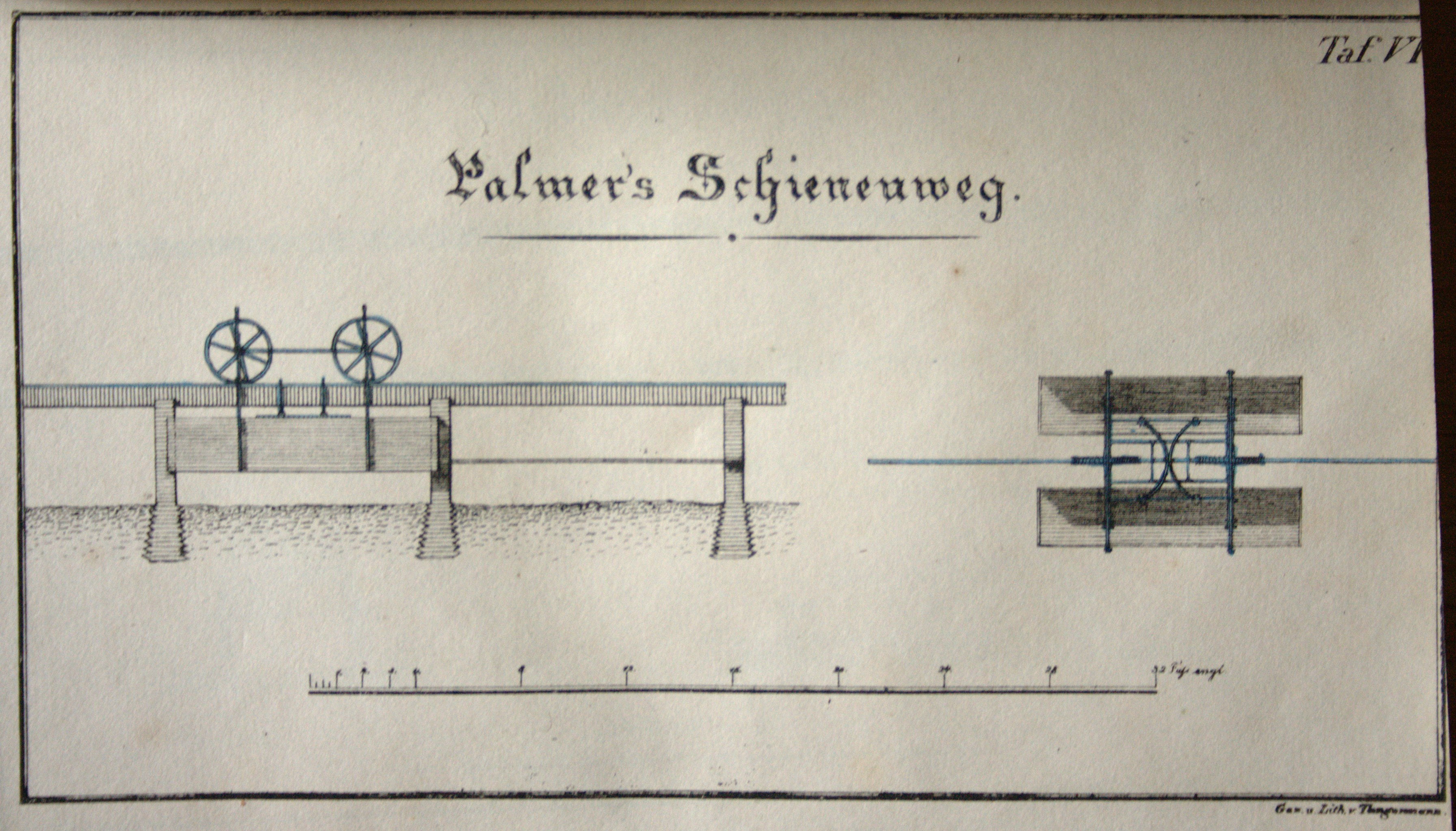
Plano del monorraíl de Palmer

Henry Robinson Palmer (1795 – 12 de septiembre de 1844) fue un ingeniero civil británico que diseñó el segundo monorriel del mundo y el primer ferrocarril elevado. También se le atribuye la invención de los techos de metal corrugado, que sigue siendo uno de los materiales de construcción más importantes del mundo.

## Primeros años
Hijo del biógrafo Samuel Palmer y su esposa Elizabeth Walker, Henry Robinson Palmer nació en Hackney, una de las parroquias situadas al este de Londres. Hizo un aprendizaje de cinco años con el ingeniero mecánico Bryan Donkin desde 1811, donde también se convirtió en un hábil dibujante. Luego fue contratado por Thomas Telford, para quien trabajó durante unos siete años, llegando a convertirse en su asistente principal. Realizó numerosos trabajos topográficos para Telford, incluidos el canal y el ferrocarril de Knaresborough, las marismas de Burnham, Archway Road en Londres, el puerto de Portishead y las islas Sorlingas. Es posible que haya actuase como ingeniero de obra para el plan de mejora de Loose Hill y Valley Road, que inspeccionó en 1820.
En 1821 obtuvo una patente para un sistema de monorriel, que en ese momento se consideró poco práctico, pero su trabajo sobre la resistencia al esfuerzo de tracción fue mucho más importante. En 1825 visitó el Ferrocarril de Stockton y Darlington y el Ferrocarril de Hetton colliery. En este último realizó una serie de pruebas por encargo de Telford, para medir la resistencia que tenían que vencer los caballos y las locomotoras para mover sus cargas. Se llevaron a cabo más pruebas con barcos en varios canales, incluidos el canal de Ellesmere, el tramo navegable de Mersey e Irwell y el canal Grand Junction. Los resultados de estos experimentos fueron citados en el Parlamento, cuando los intereses de la navegación se opusieron al proyecto de ley para autorizar el Ferrocarril de Liverpool y Mánchester.

## Carrera en solitario

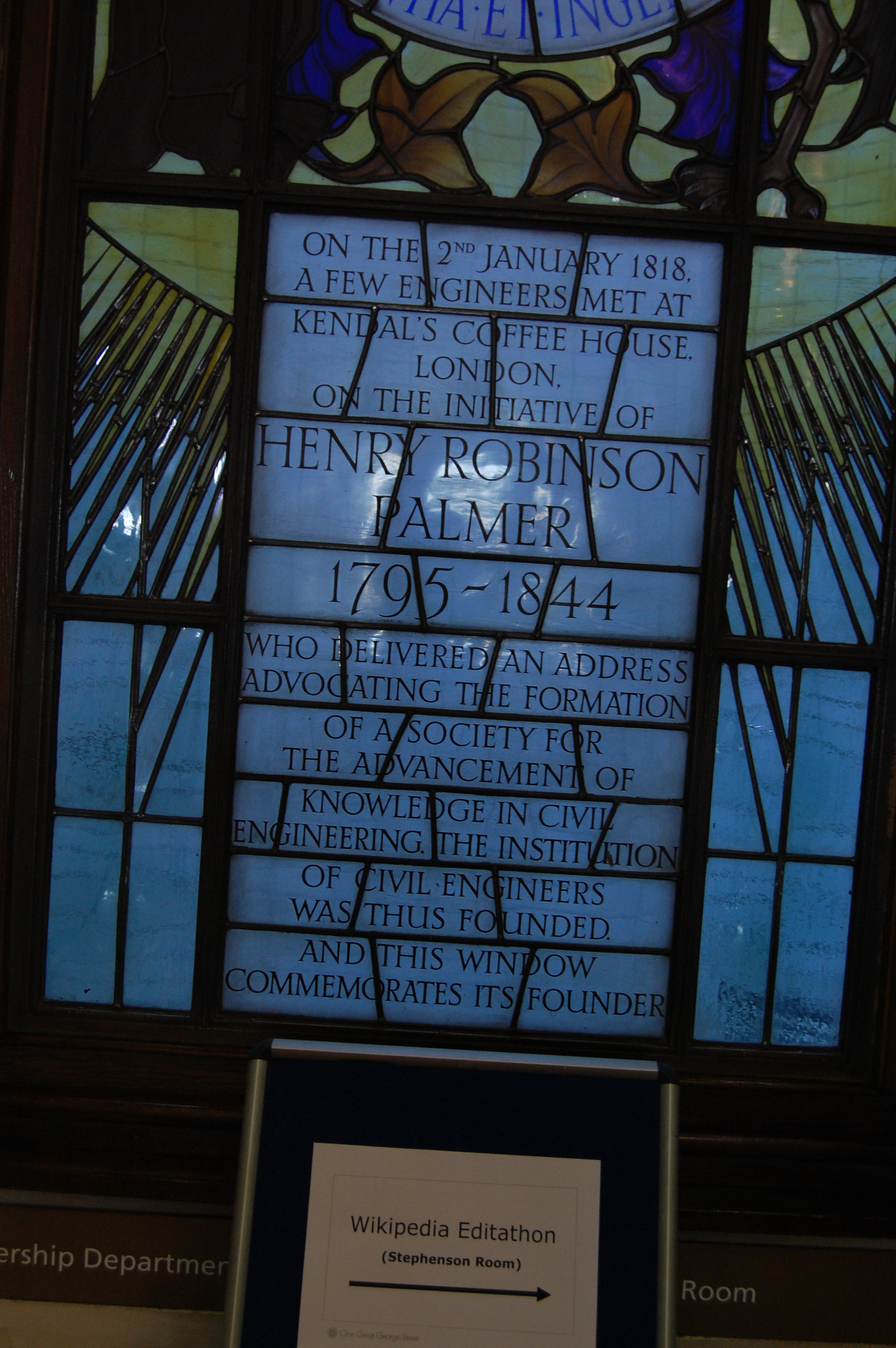
Ventana en One Great George Street que conmemora el papel de Palmer en la fundación de la Institución de Ingenieros Civiles en 1818

En 1825, Palmer estaba ansioso por establecerse por su cuenta. El Ferrocarril de Kentish había contratado a Telford para que fuera su ingeniero cuando se lanzó el plan en 1824. Pero después de que se retiró, Palmer se hizo cargo, inspeccionando una ruta que iba de Dover (Kent) a Woolwich a través de Strood y Erith, con una sección al norte del río Támesis más allá de Woolwich. Las reservas sobre un puente sobre el río Medway y qué hacer en Woolwich significaron que la financiación no se materializó y el plan se cerró antes de que se completara el proyecto. Pero nuevamente intervino en la década de 1830, cuando se retomaron los planes para construir el ferrocarril. También en 1825, se le pidió que inspeccionara el proyecto del Ferrocarril de Norfolk y Suffolk, pero cuando presentó una factura de 1.573 libras esterlinas en agosto de 1826, no había suficientes suscriptores para cubrir ese gasto. Recibió aproximadamente la mitad del dinero y el proyecto fue abandonado.
Tuvo más éxito con el plan para ampliar el Eastern Dock en Londres. El muelle había sido diseñado por William Chapman, y Palmer asumió el cargo de ingeniero de obra cuando el titular original, J. W. Hemingway, murió en 1825. Tuvo la responsabilidad general de las obras después de que el supervisor de obras Daniel Asher Alexander se jubilara en 1828. El proyecto implicaba la construcción del muelle, almacenes, una esclusa y zonas de atraque en Shadwell, y algunos puentes giratorios. Las obras se terminaron sustancialmente en 1833, pero cuando dejó la empresa en 1835, hubo problemas con las paredes de la esclusa de entrada, que fueron resueltos por George Rennie y John Smeaton. Hubo sugerencias de que estaba demasiado ocupado con otro trabajo para realizar una supervisión adecuada.
Durante su carrera, parece haber realizado muchos proyectos, aunque pocos de ellos llegaron a convertirse en obras completas. Las excepciones notables fueron las mejoras al puerto de Penzance de 1836 a 1839, el trabajo en los muelles de Ipswich de 1837 a 1842 y dos proyectos en Gales de 1840, en el puerto de Port Talbot y el puente de Swansea. Volvió a participar en una ruta ferroviaria a Dover, prestó asistencia al ingeniero encargado de la obra en 1836 y organizó obras realizadas por otros, pero tenía problemas de salud y William Cubitt fue nombrado ingeniero cuando se obtuvo la Ley del Parlamento. El plan para el puerto de Port Talbot se vio obstaculizado por una capitalización insuficiente y Palmer desvió el agua de la inundación para limpiar el canal, ya que no podía emplear suficientes trabajadores. El proyecto de los muelles de Ipswich fue diseñado por Palmer, quien supervisó su ejecución hasta 1842, cuando se jubiló, dejando al ingeniero de obra G. Horwood encargado de completar el trabajo.

## Legado
Aunque Palmer fue un proyectista prolífico, dejó pocas obras importantes mediante las que se pueda evaluar su trabajo. Sin embargo, su principal legado perdurable es la Institución de Ingenieros Civiles (ICE), que contribuyó a fundar en 1818. Estaba interesado en la superación personal y estableció un instituto de mecánica cuando trabajaba en Bermondsey, entre 1813 y 1814. Esto lo llevó a planificar una organización más ambiciosa, en la que los jóvenes ingenieros podrían discutir problemas de ingeniería y aprender unos de otros. Con varios otros jóvenes ingenieros, la reunión inaugural del ICE se llevó a cabo el 2 de enero de 1818, y las metas y objetivos que estableció han resistido la prueba del tiempo, y solo se relajó el límite superior de edad. Esto permitió que Telford se convirtiera en presidente, con Palmer como vicepresidente, y la institución prosperó bajo su liderazgo conjunto. En su calidad de Vicepresidente, representó a la Institución en la colocación de la primera piedra de los Muelles de Ipswich.
Murió en 1844, apenas dos años después de jubilarse. Todos sus papeles, incluidos más de 400 dibujos, fueron entregados al ICE por su viuda, pero posteriormente se perdieron.

## Monorrieles
Palmer hizo una solicitud de patente en 1821 para un monorraíl elevado sostenido sobre una serie de pilares en una distancia ordinaria de diez pies, insertados en aberturas cónicas en el suelo, con vagones suspendidos a ambos lados, colgando sobre dos ruedas colocadas una delante de la otra. Un caballo estaba conectado a los vagones con una cuerda, avanzando en un lado del riel en un camino para remolcar los vagones.
Hubo un monorraíl en Rusia anterior, del cual Palmer no estaba al tanto. En 1823, George Smart había instalado una versión de prueba del monorriel de Palmer.
Palmer escribió en el estudio que presentaba su sistema que: "el cargo de llevar la materia prima al distrito de fabricación y el artículo manufacturado al mercado, formando una proporción no pequeña de su precio al consumidor. [...] El principal problema en nuestro tema actual es transportar cualquier cantidad dada de peso entre dos puntos con el menor gasto posible.[...] Para mantener una superficie perfectamente lisa y dura, libre de obstáculos extraños a los que están expuestos los rieles cerca del suelo , parecía deseable elevar la superficie del alcance de esos obstáculos y al mismo tiempo liberarse de los impedimentos ocasionados por las nieves en la temporada de invierno".
El primer monorriel elevado impulsado por caballos comenzó a operar en Cheshunt el 25 de junio de 1825. Aunque fue diseñado para transportar materiales, aquí se usó para transportar pasajeros. En 1826, el pionero ferroviario alemán Friedrich Harkort hizo construir una vía de demostración del sistema de Palmer en su fábrica de acero en Elberfeld, una de las principales ciudades de la primera región industrializada de Wuppertal. El monorraíl de Palmer puede considerarse el precursor del Wuppertaler Schwebebahn y del Monorraíl de Lartigue.
En su estudio, Palmer realizó una de las primeras descripciones del principio de containerización: "La disposición adoptada también nos permite continuar un transporte por otros medios con muy poca interrupción, ya que es evidente que los receptáculos pueden recibirse de uno en uno, y alojado en otro tipo de vagón o embarcación separadamente de las ruedas y la estructura, sin desplazar las mercancías".